# Not the Messiah: He’s a Very Naughty Boy

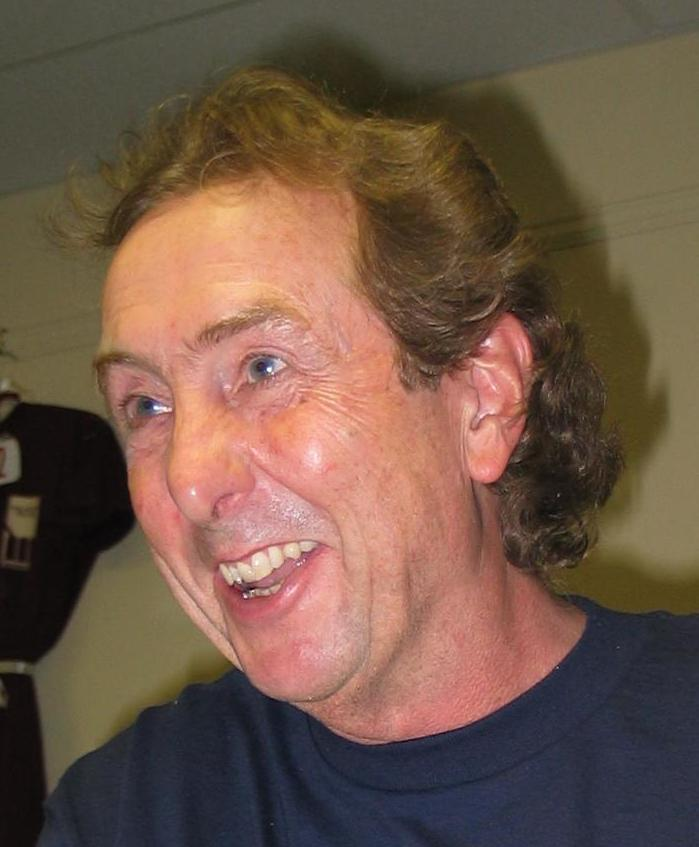
Eric Idle.

Not the Messiah: He’s a Very Naughty Boy ist ein komisches Oratorium. Geschrieben und komponiert wurde das Werk von Monty-Python-Mitglied Eric Idle und dem Komponisten und Trompeter John Du Prez. Schon vor der Veröffentlichung haben beide Künstler in anderen Produktionen zusammen gearbeitet. Inhaltlich ist Not the Messiah (He’s a very naughty boy!) vom Film Monty Python’s Life Of Brian inspiriert. Die Uraufführung fand 2007 auf dem Luminato Festival in Toronto statt. Die deutsche Fassung trägt den Filmtitel Monty Python's Das Leben des Brian.

## Besetzung
Gesang: Solo-Sopran, Solo-Mezzosopran, Solo-Tenor, Solo-Bariton, Solo-Bass und vier- bis sechsstimmiger Chor.
Orchester: 2 Flöten (eine davon auch Piccolo), 2 Oboen (eine davon auch Englischhorn), 2 Klarinetten (eine davon auch Bassklarinette), 2 Fagotte (eins davon auch Kontrafagott), 1 Dudelsack, 4 Hörner, 3 Trompeten (2 davon auch Piccolo), 3 Posaunen, Pauke, 3 Schlagwerk, 1 akustische Gitarre, 1 elektrische Gitarre, 1 Harfe, 1 Akkordeon, 1 Orgel, 1 Klavier (auch Cembalo), Streichinstrumente (Kontrabass auch elektrischer Bass).

## Inhalt
Der Inhalt lehnt sich Monty Python’s Life of Brian an. Die Erzählweise wird den Merkmalen eines Oratoriums angepasst. Dabei werden einige Szenen ausführlicher, andere hingegen verkürzt dargestellt. Alle wichtigen Schlüsselszenen aus der Filmvorlage bleiben jedoch enthalten. Der erste Teil von Not The Messiah (He’s a very naughty boy!) entspringt dagegen nicht der Filmvorlage, sondern wurde von Eric Idle hinzugefügt.

### Erster Teil: Apocalypso Now
Ein Erzähler führt in die Handlung ein und berichtet, wie er auf das Buch des Brian stieß. Darin wird zu Beginn die Welt im Chaos beschrieben, ähnlich der Schöpfungsgeschichte im ersten Buch Mose des alten Testaments. Monster würden erscheinen, um die Welt ins Unheil zu stoßen. Die Menschen würden entweder Religion als Unsinn abtun, oder aber ihren Gott um Hilfe anrufen.
1. Mrs. Betty Parkinson
2. Chaos and Confusion
3. There shall be Monsters
4. Oh God You Are so Big!

### Zweiter Teil: The Boy next Door
Eine Jüdin namens Mandy trifft auf einen römischen Centurio. Der Römer verspricht der jungen Frau eine gemeinsame Zukunft, verlässt sie jedoch prompt, nachdem die beiden die Nacht miteinander verbracht haben. Mandy wird schwanger. Sie muss sich mit der Schmach abfinden, ein uneheliches Kind auf die Welt zu bringen. Auf den Feldern vor der Stadt Bethlehem haben derweil die Hirten nur Augen für ihre Schafe. In ähnlich widrigen Verhältnissen und in etwa zur gleichen Zeit wie Jesus wird der kleine Brian geboren – es ist der Beginn einer folgenschweren Verwechslung.
5. Mandy’s Lament
6. Woe Woe Woe!
7. We Love Sheep
8. Spiritual

### Dritter Teil: The Temptation of Brian
Brian ist zu einem jungen Mann gereift. Er empfindet die Besatzung Judäas durch die Römer als Tyrannei für das jüdische Volk. Mandy, seine Mutter, eröffnet ihm, dass er selbst der Sohn eines Römers ist. Seiner patriotischen Gefühle weiterhin sicher schließt sich Brian der "People’s Front of Judea", einer Freiheitsbewegung gegen die Besatzer, an. Dort lernt er die Jüdin Judith kennen. Beide entwickeln Gefühle füreinander. Ein Treffen der Freiheitsbewegung wird von römischen Soldaten aufgelöst, sodass die Anwesenden fliehen müssen. Auf der Flucht erreicht Brian einen Marktplatz, auf dem Prediger ihre Lehren kundtun. Brian nutzt die Gelegenheit, um seinen Verfolgern zu entkommen, indem er sich selbst als Prediger ausgibt. So kommt es, dass er von der versammelten Menschenmenge fälschlicherweise für den Messias gehalten wird.
9. I Want to Change The World
10. What Have the Romans Ever Done for Us?
11. The People’s Front of Judea
12. I want to be a Girl
13. The Market Square
14. You’re the One

### Vierter Teil: Baroque and Roll
Brian ist sich des Missverständnisses bewusst und nimmt vor seiner ungewollten Jüngerschaft Reißaus. Gemeinsam mit Judith flieht er zu sich nach Hause. Auf dem Weg dorthin verliert er einen seiner Schuhe. Das verlorene Kleidungsstück wird von der Jüngerschaft gefunden und zur Reliquie erhoben. Im Schlafzimmer lassen Brian und Judith beide ihre Hüllen fallen. Kurz darauf kommt Brians Mutter Mandy in das Zimmer. Sie begreift, dass Brian sein eigens Leben beginnen wird und ist darüber sehr traurig. Währenddessen hat auch die Jüngerschaft, den Fußspuren Brians folgend, das Haus erreicht. Sie klagen über ihr schweres Leben und bitten ihn, sie sicher nach Hause zu bringen. Vergeblich versucht Brian den Versammelten zu erklären, dass er nicht ihr Messias ist. Wie aus einem Paralleluniversum erschienen, taucht eine Bob-Dylan-Gestalt auf. Brian zur Seite springend, fordert sie die Jüngerschaft auf, ihr Schicksal keiner Führerpersönlichkeit zu Füßen zu legen, sondern in eigener Verantwortung für sich zu handeln.
15. Mrs. Betty Parkinson (again)
16. Hail To The Shoe!
17. Amourdeus
18. The Chosen One Has Woken
19. When They Grow Up
20. Take Us Home
21. Not The Messiah
22. Individuals

### Fünfter Teil: Miserere Loves Company
Schlafend vom Aufwachen träumend, findet sich Brian neben Judith wieder. Hoffnungsvoll fragt er sie, ob alles nur ein Albtraum gewesen sei. Judith verneint dies und prophezeit ihm etwas weitaus Schlimmeres: Brian würde gefangen genommen und möglicherweise zum Tode verurteilt werden. Seine Ideen würden jedoch weiterleben. Als sie im Begriff ist zu gehen, hält Brian sie zurück. Gemeinsam beginnen die beiden ein Duett über die Kürze des Lebens und die Wichtigkeit des Träumens zu singen.
Brian wird aus dem Schlaf gerissen. Ein römischer Soldat mit dem Namen Biggus Dickus ist in Gefolgschaft des Diktators Julius Cäsar gekommen, um Brian festzunehmen. Cäsar spricht dabei mit einem Sprachfehler. Im Gefängnis trifft Brian anschließend auf einen Zellengenossen mit dem Namen Ben. Dieser beneidet ihn um seine milde Strafe – Tod durch Kreuzigung. Brian erhält die Möglichkeit, noch einmal seine Mutter Mandy und Judith zu treffen. Er singt ihnen ein Abschiedslied, bevor er sich in die Reihe der anderen Todgeweihten stellen muss, um sein Kreuz abzuholen. Pfeifend und am Kreuz hängend singt die Gruppe von Verurteilten das Lied Always Look on the Bright Side of Life.
23. Find Your Dream
24. Arrested!
25. A Fair Day’s Work
26. The Final Song
27. Always Look On The Bright Side of Life

## Musik
Als musikalische Inspiration für Not The Messiah diente Händels Oratorium Messiah; hörbar wird dies besonders in Nummer 16 Hail to the Shoe. Insgesamt erzeugen Eric Idle und John Du Prez den barocken Klang durch die Verwendung von Cembalo, Orgel und einige barock klingende Trompetensoli. Darüber hinaus finden sich Elemente aus Mariachi (Nr. 11 und 23), Blues (Nr. 8), Gospel (Nr. 9) und Musical (z. B. Nr. 26).

## Aufführung und DVD
Die Uraufführung wurde von Eric Idles Cousin Peter Oundjian dirigiert, dem Musikdirektor des Toronto Symphony Orchestra. Die ursprüngliche Länge des Stückes von 60 Minuten wurde auf 90 Minuten erweitert, bevor es unter anderem in Los Angeles, Australien und der New Yorker Carnegie Hall aufgeführt wurde. Eine Aufführung 2009 in der Londoner Royal Albert Hall wurde als Album und Video aufgenommen und veröffentlicht. Sie beinhaltet auch Gastauftritte von den Python-Kollegen Terry Gilliam, Terry Jones und Michael Palin.
Die deutsche Erstaufführung hat am 1. Februar 2020 in der Bremer Glocke durch Orchester & Chor der Universität Bremen unter Leitung der Universitätsmusikdirektorin Susanne Gläß stattgefunden.

## Deutschsprachige Fassung
Am 15. Juli 2021 präsentierte das Staatstheater am Gärtnerplatz in München das Stück unter dem Titel „Monty Python’s Das Leben des Brian“ erstmals in deutscher Sprache. Die Erstellung der deutschen Fassung übernahm der Kabarettist und Autor Thomas Pigor. Die halbszenische Aufführung wurde von Nicole Claudia Weber inszeniert und von Rita Barão Soares choreografiert.
Als Solisten waren Erwin Windegger (Evangelist / Stan / Mr. Cheeky), Julia Sturzlbaum (Judith / Sopran), Anna Agathonos (Mandy / Alt), Maximilian Mayer (Brian / Tenor), Alexander Grassauer (Reg / Schwanzus Longus / Bass) und Peter Neustifter (Mrs. Betty Parkinson / Pontius Pilatus / Und der auch noch) im Zusammenspiel mit dem Chor und dem Orchester des Staatstheaters am Gärtnerplatz zu erleben. Die musikalische Leitung hatte Howard Arman, die Choreinstudierung übernahm Felix Meybier, für die Dramaturgie verantwortlich war Michael Alexander Rinz.
In der ans deutsche Publikum angepassten Fassung wurde aus dem englischen Bergmannschor eine Gruppe heimwehkranker Mittelfranken, die „Mir wolln hamm“ schmettern, und aus den Dudelsackbläsern der Originalversion eine bayerische Blaskapelle. Die Bob-Dylan-Parodie „Individuals“ wurde gestrichen.

### Nummernfolge der deutschen Fassung

#### Erster Teil: Apocalypso Now
Nr. 1 „Mrs. Betty Parkinson“
Nr. 2 „Chaos und Verzweiflung“
Nr. 3 „Riesige Monster“
Nr. 4 „O Gott, du bist so groß!“

#### Zweiter Teil: Der Junge von nebenan
Nr. 5 „Mandys Lamento“
Nr. 6 „Ojemine“
Nr. 7 „Wir finden Schafe scharf“
Nr. 8 „Spiritual“

#### Dritter Teil: Die Versuchung des Brian
Nr. 9 „Ich will die Welt verändern“
Nr. 10 „Was ham die Römer uns schon groß gebracht?“
Nr. 11 „Die Volksfront von Judäa“
Nr. 12 „Ich wär’ gern eine Frau“
Nr. 13 „Der Marktplatz“
Nr. 14 „Du bist derjenige, der …“

#### Vierter Teil: Barock ’n’ Roll
Nr. 15 „Preist die Sandale!“
Nr. 16 „In paradisum“
Nr. 17 „Der Auserwählte ist erwacht!“
Nr. 18 „Wenn Kinder geh’n“
Nr. 19 „Mir wolln hamm“
Nr. 20 „Nicht der Messias!“

#### Fünfter Teil: Miserere(r) geht’s immer!
Nr. 21 „Träum den Traum!“
Nr. 22 „Verhaftet“
Nr. 23 „Pünktlichkeit und Triebverzicht“
Nr. 24 „Der letzte Song“
Nr. 25 „Immer gut gelaunt, immer gut drauf“